# Roma Contro Roma
Roma Contro Roma (cunoscut în Occident și ca War of the Zombies) este un film de groază peplum italian din 1964 regizat de Giuseppe Bari.

## Prezentare
Centurionul Gaius este trimis în Asia Mică pentru a investiga furtul tezaurului Armeniei și dispariția mai multor soldați romani. Sosește în momentul în care armata lui Lutetius luptă împotriva mai multor triburi armene revoltate, comandate de Aderbad, un misterios și puternic pontif. Dintre toți șefii tribali, un singur azer a continuat lupta împotriva romanilor. Într-o zi, Gaius în vizită la Lutetius îl întâlnește pe Rhama, un sclav hipnotizat de Aderbad. Urmărind-o, el descoperă refugiul celui din urmă.

## Distribuție
- John Drew Barrymore - Aderbad
- Susy Andersen - Tullio
- Ettore Manni - Gaius
- Ida Galli - Rhama
- Mino Doro - Lutetius
- Ivano Staccioli - Sirion
- Philippe Hersent - Azer
- Andrea Checchi